# Каструп

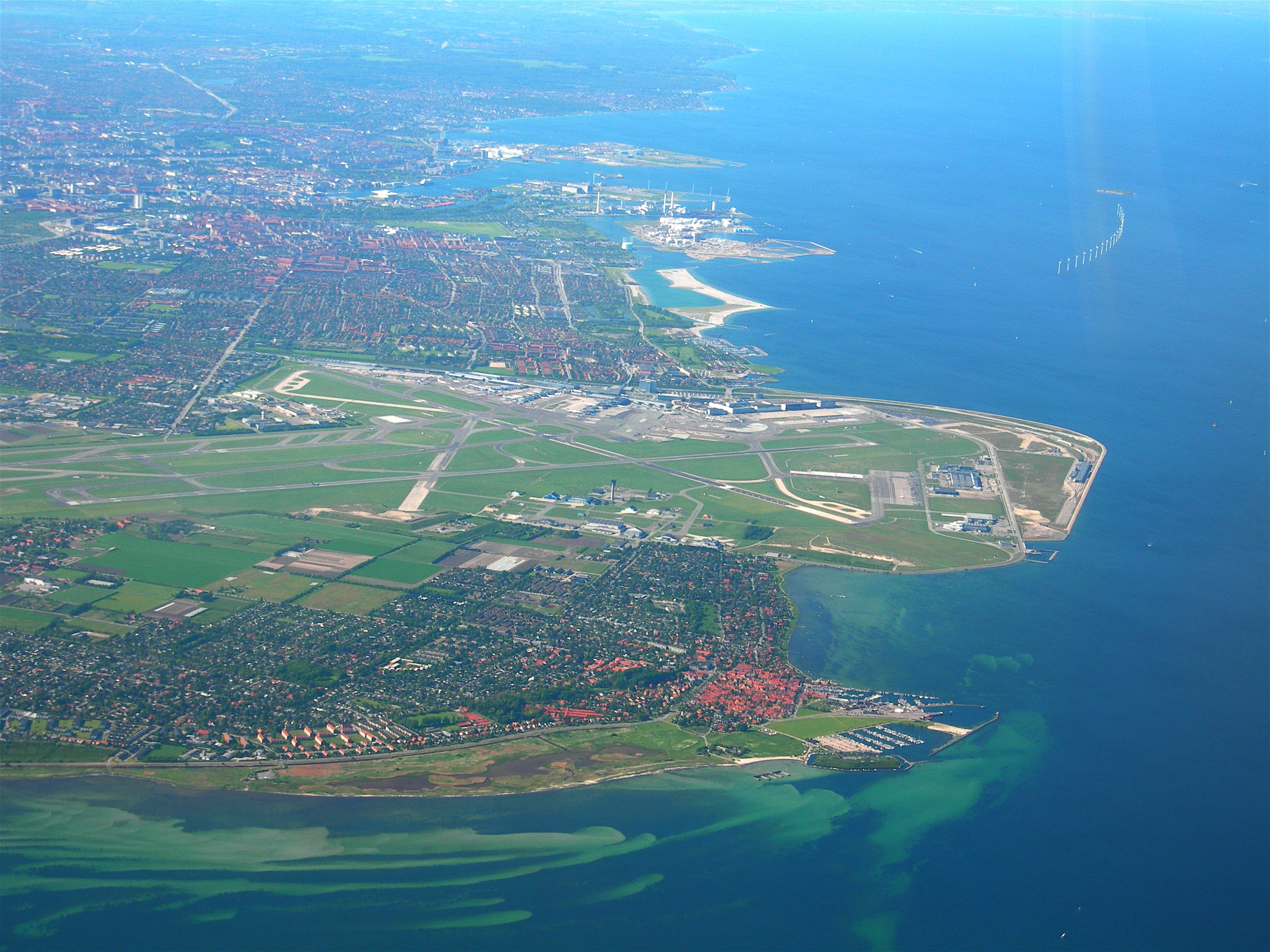
Аэропорт Копенгагена, к северу от него — пригород Каструп.

Каструп (дат. Kastrup) — муниципальный округ, юго-восточный пригород Копенгагена (столицы Дании), район Большого Копенгагена. Пригород известен как место расположения аэропорта Копенгаген-Каструп, крупнейшего аэропорта Скандинавии.

## География
Пригород расположен в муниципалитете Торнбю на востоке датского острова Амагер. Административный центр церковно-приходской общины Каструп. На юге Каструпа расположена территория аэропорта Копенгагена, на севере пригород граничит с районами Суннбювестер и Суннбюёстер в Копенгагене (вместе — Суннбюэрне), а на западе с коммуной Торнбю. На востоке пригород выходит на побережье пролива Эресунн.

## История

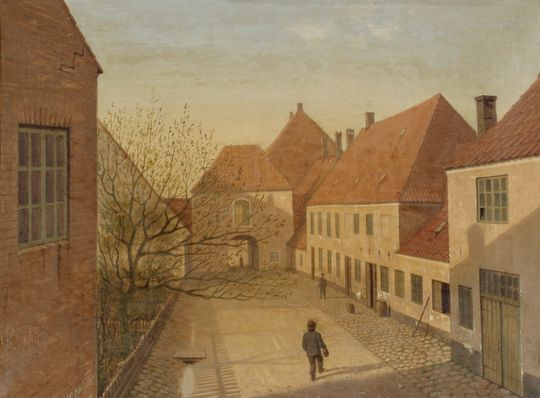
Kastrup Værk

Промышленность на побережье Эресунна появилась рано. В 1749 году для перевозки известняка с противоположного острова Сальтхольм был построен порт. В том же 1749 году Якоб Фортлинг получил королевскую лицензию на строительство известкового завода в Каструпе. Вскоре он расширил свою деятельность, открыв на том же месте кирпичный завод (1752) и гончарную мастерскую Каструп Верк, специализирующуюся на фаянсе (1755). В здании известкового завода, построенного в 1749—1754 годах, в XIX веке разместился пивоваренный завод, поэтому сегодня он также называется Bryggergården (с дат. — «пивоваренный двор»). В XIX веке были построены другие промышленные объекты, которые в 1907 году были соединены с железнодорожной сетью Amagerbanen. Одним из них был стекольный завод Kastrup Glasværk, основанный в 1847 году и производивший, в частности, посуду и ламповое стекло до 1979 года.
В 1884 году была открыта церковь, выдержанная в историческом стиле, к которой в начале 1970-х годов была пристроена колокольня.
В 1907 году была построена Амагерская железная дорога со станцией в Каструпе.
В 1978—1985 годах к северу от старого промышленного и рыбацкого порта была построена большая пристань для яхт, которая является частью Каструпского пляжа, зоны отдыха, примыкающей к Амагерскому пляжу на севере.
Аэропорт Копенгагена был открыт в 1925 году.
В 2013 году к югу от пристани открылся крупнейший в Северной Европе выставочный океанариум Den Blå Planet (с дат. — «Голубая планета») с 53 резервуарами общей вместимостью 7 миллионов литров. Вмещает 20 000 рыб и морских обитателей.
Сегодня Каструп характеризуется жилой застройкой открытой планировки, в которой чередуются жилые дома на одну семью, таунхаусы и приусадебные участки.

### Этимология названия
Название Каструп происходит от уменьшительного имени Карл, которое широко использовалось в качестве личного имени в старо-датском языке. В 1377 году Каструп был известен как Карсторп, от мужского имени Карл и -торп, означающего «город эмиграции».

## Население
По данным переписи населения 2023 года в пригороде Каструп проживало 40 810 человек.

## Экономика
Scandinavian Airlines имеет свои офисы в Дании и головной офис SAS Cargo в Каструпе. Головной офис Transavia Denmark также находится в Каструпе.
Когда работали авиакомпании SAS Commuter и Danair, их головные офисы находились в Каструпе.

### Транспорт

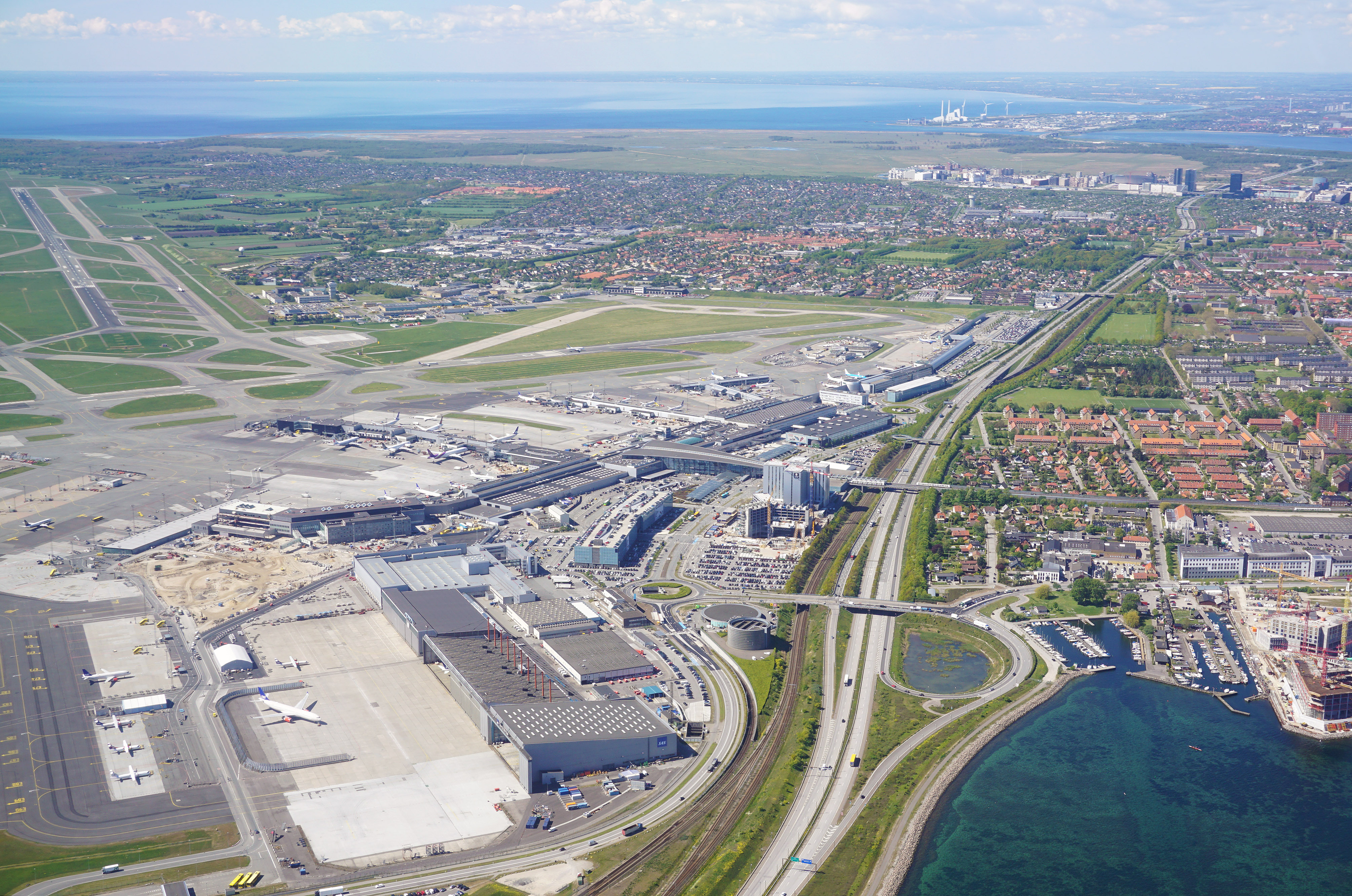
Аэропорт Копенгагена.

Междугородние поезда Эресуннской железной дороги отправляются с железнодорожной станции аэропорта Копенгагена, которая расположена под зданием аэровокзала.
Пригород также связан с сетью метрополитена Копенгагена через станции метро Lufthavnen (конечная станция линии метро M2) и Каструп, которая была открыта (заново) в рамках 3-й очереди метрополитена. Поезда подъезжают к станции по мосту через автомагистраль Эресунн (E20).
От развязки Lufthavn на автостраде Эресуннсмоторвейен, являющейся частью европейского маршрута E20, через туннель Дрогден и Эресуннский мост можно добраться в шведский Мальмё, а через Амагермоторвейен до датской сети автострад.
По пригороду Каструп курсирует несколько автобусов следующих маршрутов: 2А, 5А и 36.

## Спорт
Стадион «Торнбю» (вместимость: 10 000 зрителей) является домашним для двух футбольных клубов — Каструп с 1933/1941 года (ранее выступал в 1-й лиге) и АБ Торнбю.
На месте современного парка Травбанепаркен когда-то находился стадион для спидвея. Он был открыт 4 сентября 1952 года и закрыт 27 июня 1963 года. Несмотря на то, что он просуществовал всего одиннадцать лет, на нём проводились важные соревнования, в том числе отборочный раунд чемпионата мира по спидвею в 1955 году и чемпионат Дании по спидвею в 1953, 1955 и 1958 годах.

## Достопримечательности
Фаянсовая фабрика Каструп Верк или Bryggergården наряду с современным аэропортом Копенгагена, открытым в 1925 году, а также примыкающей к нему закусочной Flyvergrillen (1972), являются датскими объектами культурного наследия в Каструпе.
В Каструпе также расположен Эресуннский мост, который ведёт из Каструпа в шведский Мальмё.
Кроме аэропорта, в Каструпе находятся:
- Каструпгор[англ.] — бывшая усадьба в Каструпе, ныне музей.
- Каструпский пляж[дат.] на восточном побережье острова Амагер.
- Национальный океанариум Дании[англ.], Den Blå Planet (с дат. — «Голубая планета»).
- Деловая зона Сканпорт, Брюггергорден[англ.].
- Плавательный бассейн, ледовый дворец, зал для кёрлинга, легкоатлетический стадион, футбольное поле.
- Церковь[дат.].
- Торговый центр Skottegården, первый в Дании с 1955 года.
- Travbaneparken — общественный парк (бывший спидвейный стадион).
- Каструпский форт[дат.], часть фортификационных сооружений Копенгагена[дат.].
- Маяк Nordre Røse Fyr[дат.] (1877).

## Знаменитости

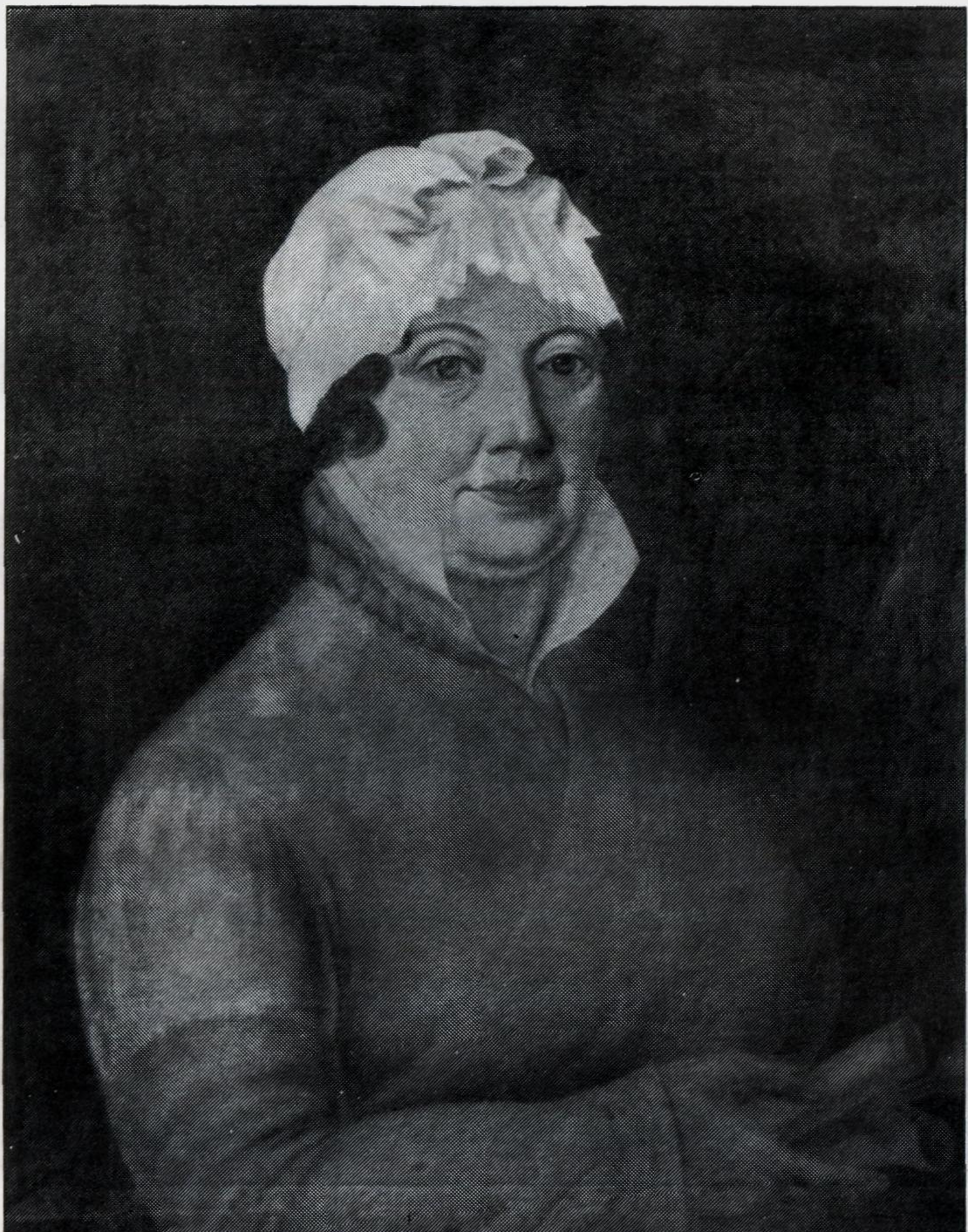
Кристиане Корен

- Герт Петерсен[дат.] (1927—2009), член парламента и председатель Социалистической народной партии .
- Берт Бертрамсен[дат.] (1941—1997), журналист.
- Бьёрн Фьестад[дат.] (род. 1961), музыкант, композитор, певец.
- Каспер Эльбьёрн[дат.] (род. 1973), соучредитель центра политических исследований CEPOS[англ.] и руководитель отдела информации в Carlsberg.
- Петер Хуммельгор[дат.] (род.1983), министр иностранных дел, социал-демократ.
- Кристиане Корен[англ.] (1764—1815), датско-норвежская писательница.

### Спортсмены
- Малене Франсен[англ.] (род. 1970), художественная гимнастка, выступавшая на Олимпийских играх 1988.
- Дорте Хольм (род. 1972), датская кёрлингистка, выступавшая за женскую сборную Дании на зимних Олимпийских играх 2006 года.
- Якоб Карстенсен[англ.] (род. 1978), бывший пловец вольным стилем, участник трёх летних Олимпийских игр подряд.
- Микаэль Фалькесгор[англ.] (род. 1991), футболист.
- Амалие Дидериксен[англ.] (род. 1996), трековая и шоссейная велогонщица.
- Лукас Энгель (род. 1998), футболист.
- Каролина Йенсен[англ.] (род. 2003), кёрлингистка.

## В культуре
Бывшая фабрика минеральной ваты Superfos A/S-Glasuldsfabrik (ныне Vægterparken), расположенная между Нордмарксвей и Бёллевей, которая закрылась в 1982 году, используется в качестве места действия в фильме о банде Ольсена 1977 года «Банда Ольсена отводит взгляд» (дат. Olsen-banden deruda).

## Галерея

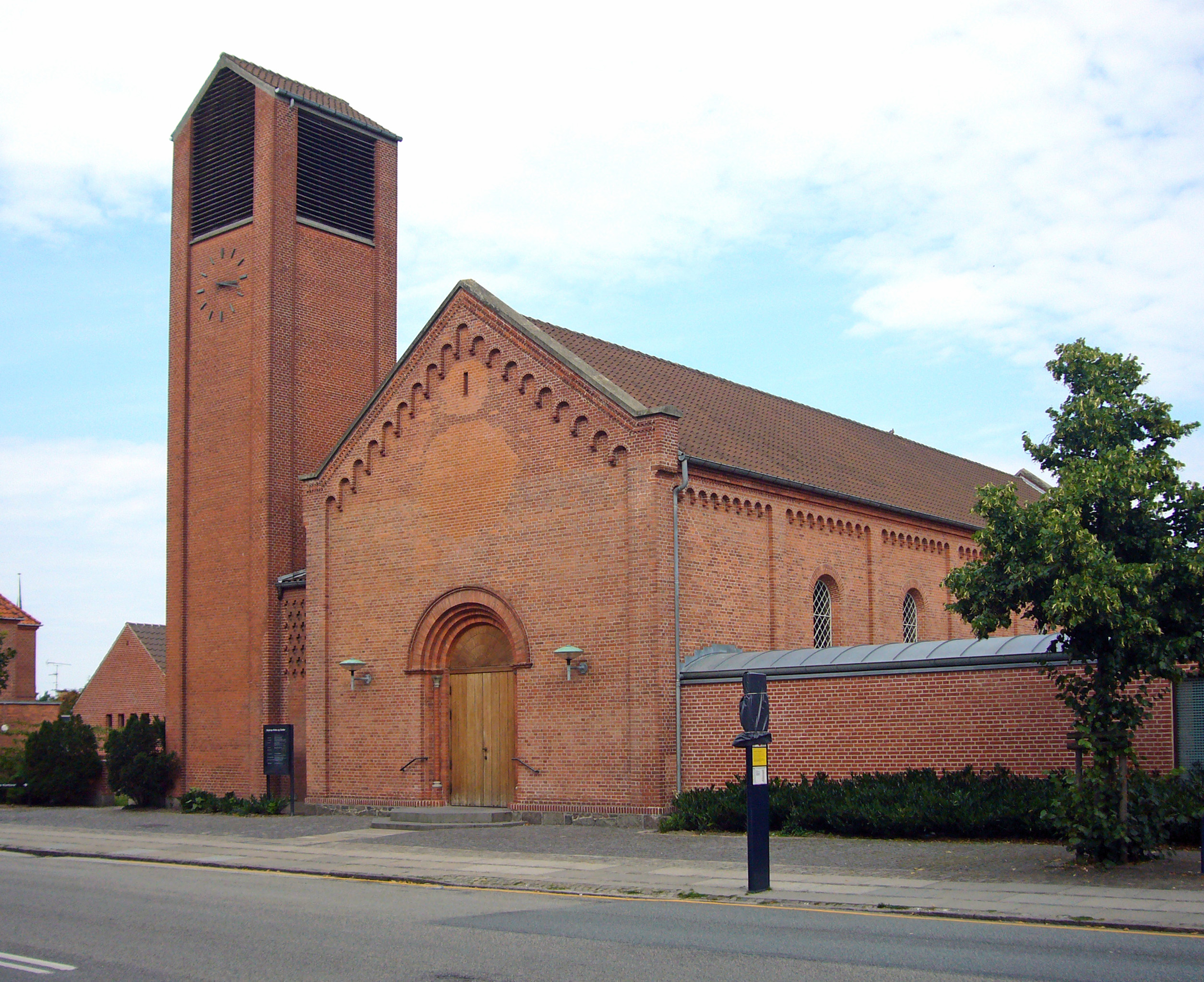
Церковь в Каструпе (1884)
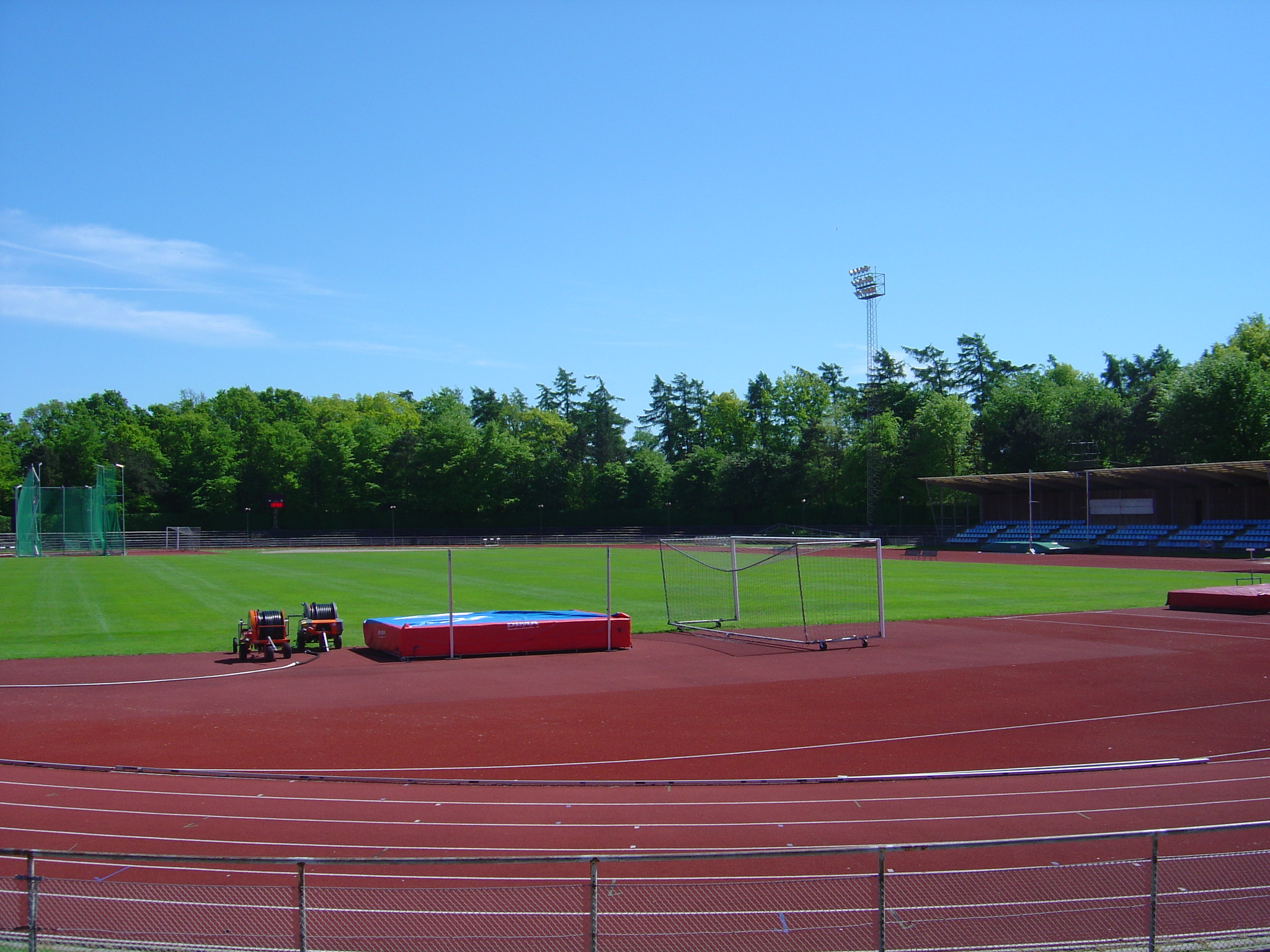
Стадион «Торнбю», 20007
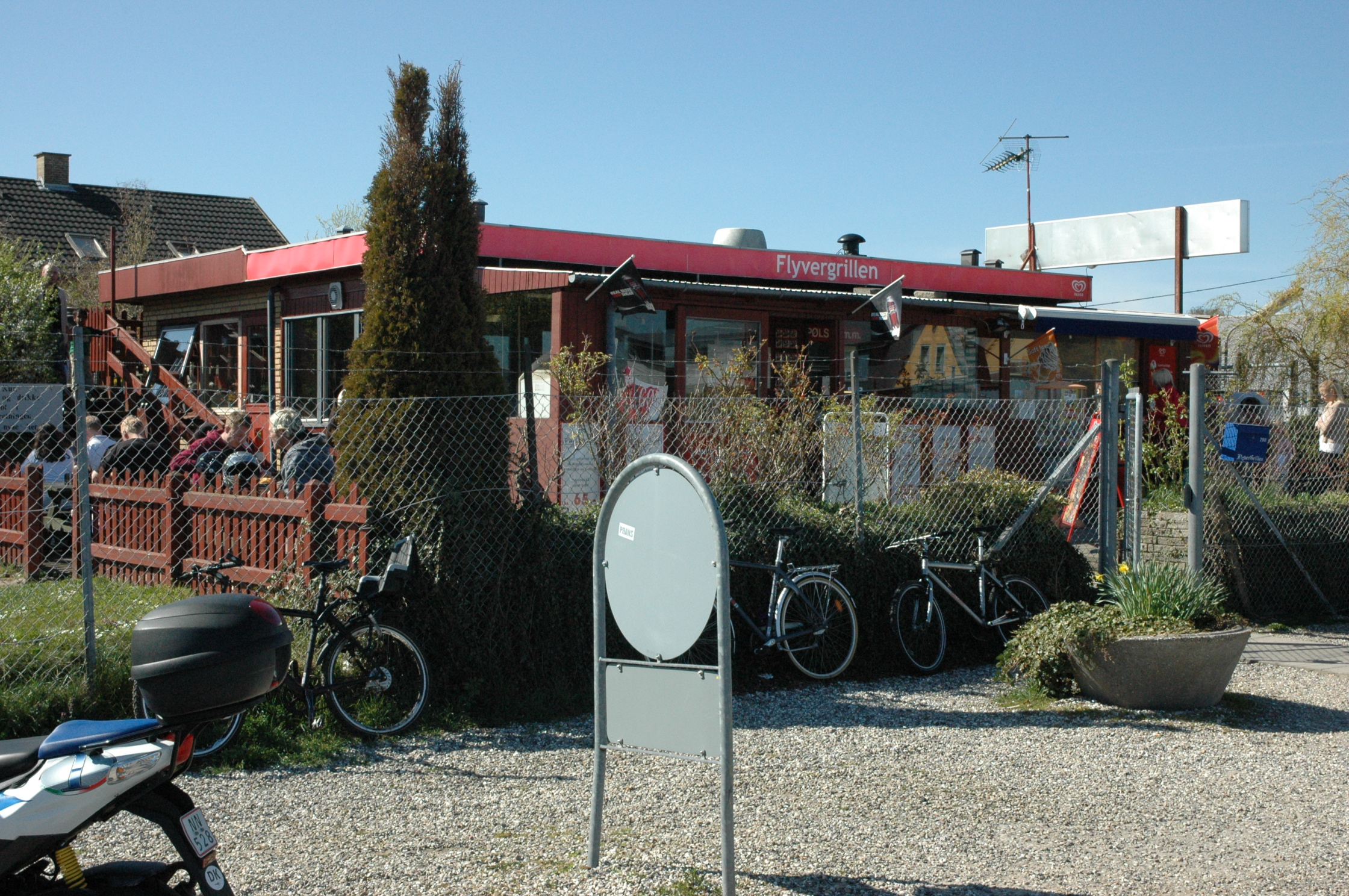
Закусочная Flyvergrillen[нем.] у аэропорта
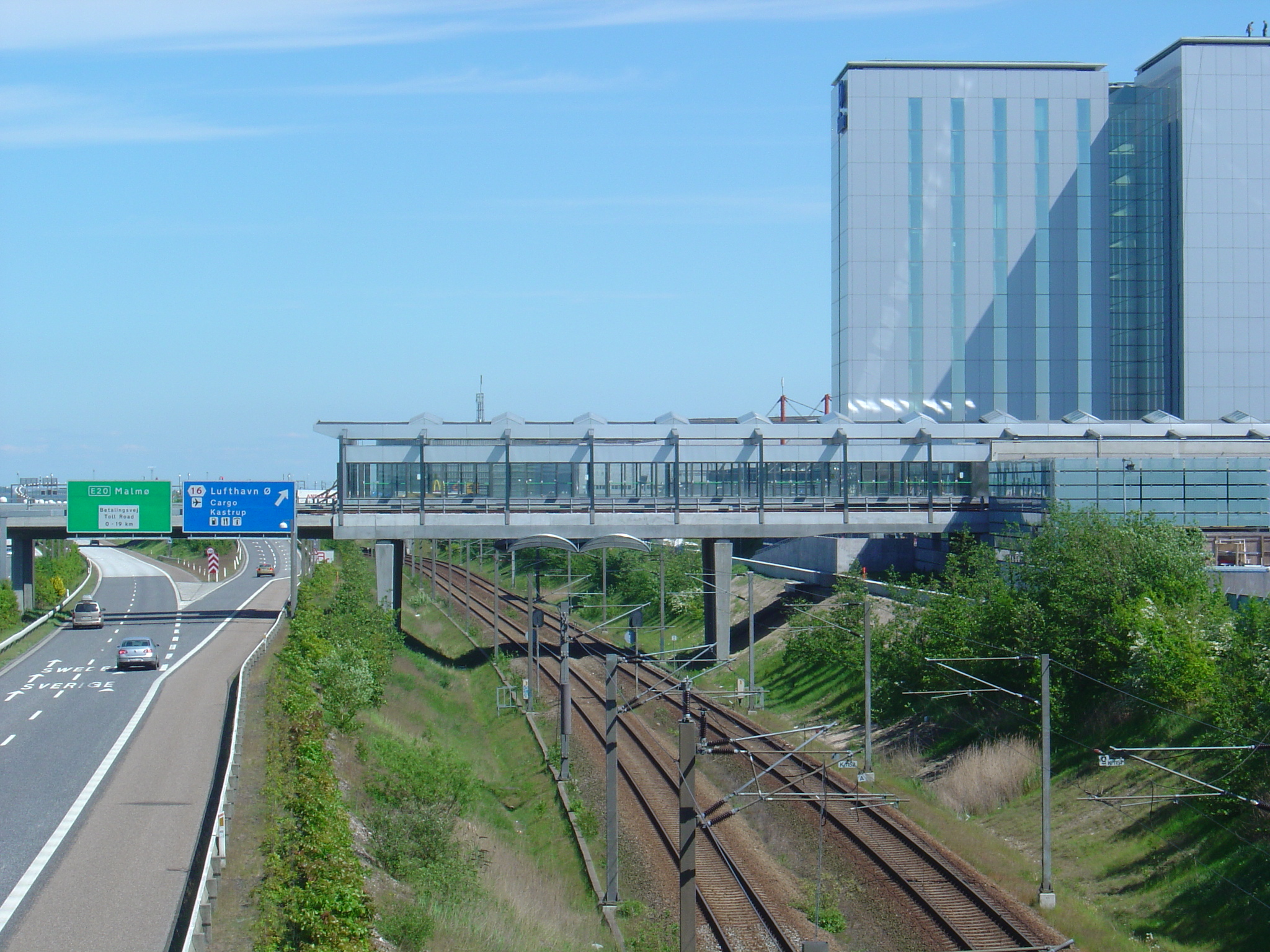
Станция метро Lufthavnen[дат.]
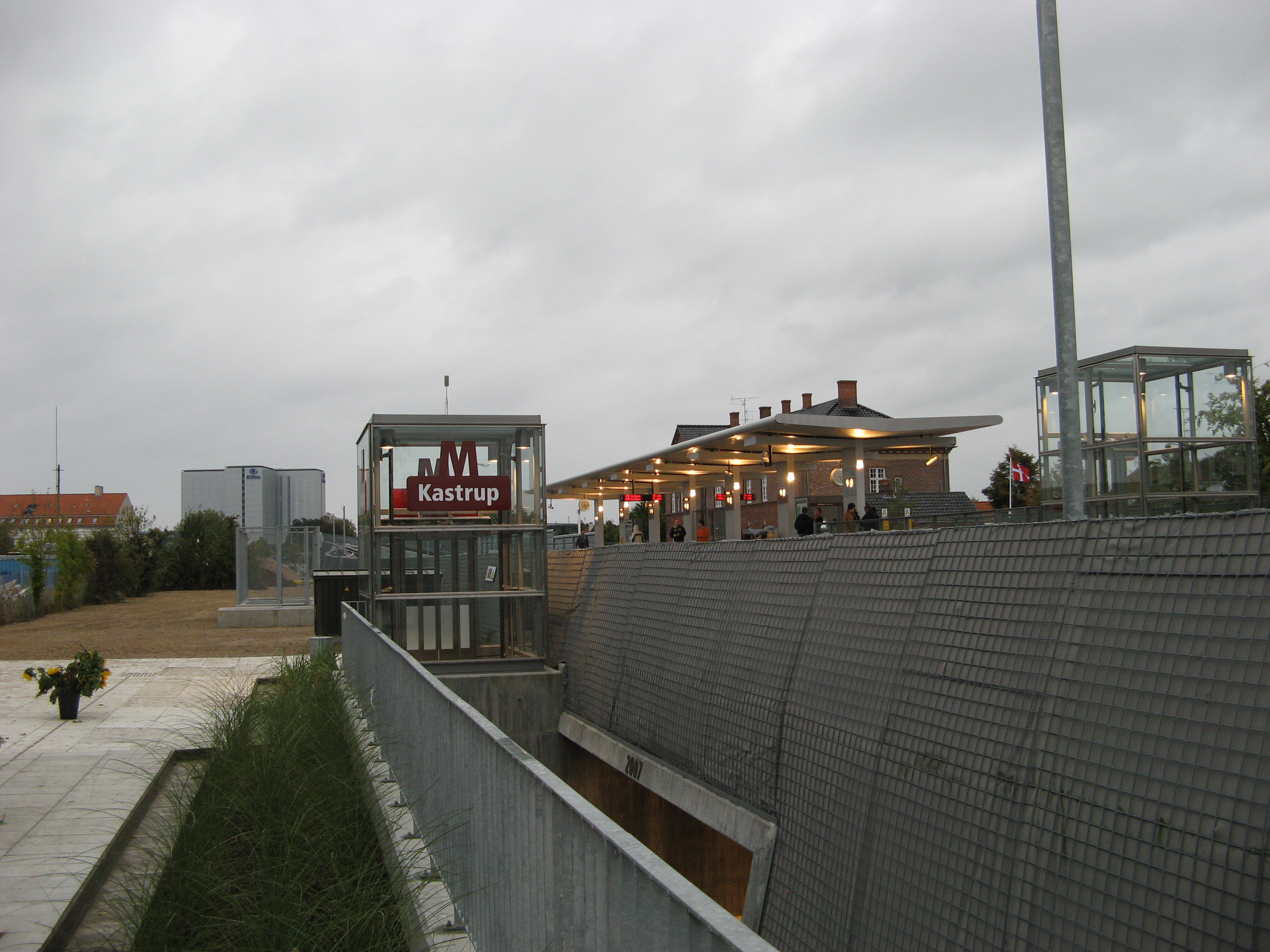
Станция метро Каструп[дат.]
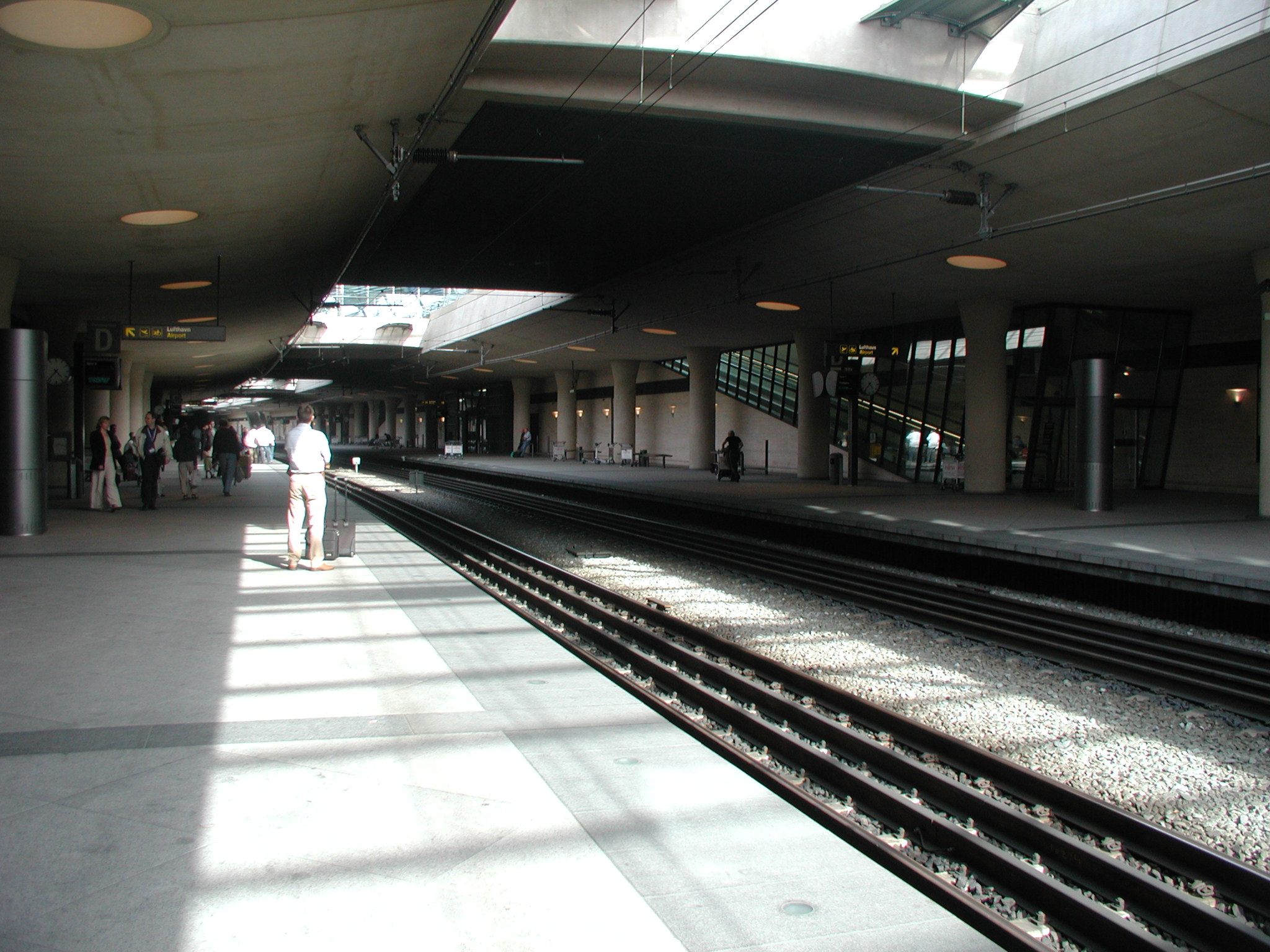
Туннельная ж/д станция Каструп[дат.]